# بوشيدو بلايد
بوشيدو بلايد، هي الجزء الأول من سلسلة لعبة بوشيدو بلايد، وهي من تطوير ستوديو لايت وايت، ونشرها شركة سكوير سوفت، صدرت اللعبة في الأسواق سنة 1997، وتعمل حصرياً لمنصة بلاي ستيشن.